# Kevin Kühnert
Kevin Kühnert, né le 1er juillet 1989 à Berlin-Ouest, est un homme politique allemand, membre du Parti social-démocrate d'Allemagne (SPD) dont il est le secrétaire général depuis 2021.
Président de 2017 à 2021 des Jusos, le mouvement des jeunes sociaux-démocrates d'Allemagne, il est élu en décembre 2019 Vice-Président du SPD.

## Biographie
Né d'un père percepteur des impôts et d'une mère salariée d'une agence à l'emploi, Kevin Kühnert obtient son Abitur en 2008 au lycée Beethoven-Gymnasium de Berlin-Lankwitz, où il était délégué de sa classe. Par la suite, Kühnert entame une année de service civique pour les enfants et la jeunesse de l'arrondissement Steglitz-Zehlendorf de Berlin. En même temps, il étudie la communication à l'Université Libre de Berlin, mais abandonne et travaille pendant trois ans dans un centre d'appel.
Amateur de sport, il pratique le handball dans sa jeunesse et est supporter des clubs Tennis Borussia Berlin, DSC Arminia Bielefeld et Bayern Munich. Son prénom lui vient du footballer anglais Kevin Keegan.
En mars 2018, Kevin Kügnert fait part publiquement de son homosexualité dans le magazine berlinois Siegessäule, se reconnaissant dans les mots de l'ancien maire de Berlin, Klaus Wowereit : « Ich bin schwul, und das ist auch gut so. » (« Je suis gay, et c'est très bien comme cela »).

## Carrière Politique
Kevin Kühnert rejoint le Parti social-démocrate en 2005 et préside la section berlinoise des Jusos de 2012 à 2015. En 2015, désormais en tant que Vice-Président de cette dernière, il est responsable des affaires liées aux politiques migratoire, fiscale, structurelle et de retraites, ainsi que de la lutte face à l'extrême-droite. De 2014 à 2016, il travaille pour les bureaux parlementaires des députées sociaux-démocrates Dilek Kalayci et Melanie Kühnemann. Il est élu Président fédéral des Jusos lors de son congrès fédéral à Sarrebruck en novembre 2017, avec 75% des voix. De ce fait, il suspend ses études en sciences politiques à l'Université de Hagen.
C'est en 2017 que Kevin Kühnert se fait remarquer auprès des médias et de l’opinion publique, en s’engageant pour le refus total de la Grande Coalition, le GroKo, entre le SPD et le bloc CDU/CSU, mettant en place la campagne #NoGroKo,. Il déclare :

« Je ne suis pas entré dans ce parti pour être dans l'opposition. Mais je n'y suis pas non plus entré pour observer comment il fonce sans arrêt droit dans le même mur. Nous avons tous intérêt à ce qu'au bout du compte quelque chose subsiste de cette boutique. Acceptons d'être aujourd'hui un nain pour peut-être devenir géant demain. »

En mai 2019, le magazine Times le classe parmi la Next Generation Leader pour sa "révolte des nains" face à la Grande Coalition qui a failli précipiter la chute de la chancelière Angela Merkel et a conduit le débat national autour de l'avenir du SPD et de la politique allemande en général.
Figure montante de l'aile gauche de son parti, il propose peu avant les élections européennes de 2019 l'idée de collectivisation de nombreuses firmes allemandes, comme BMW,, ainsi que des habitations appartenant à ceux possédant déjà au moins un appartement et une maison, afin d'instaurer une réelle politique sociale-démocrate qui, selon ses dires, n'a jamais gouverné. Déclaration choc que certains rapprocheront à l'idéologie de la République démocratique allemande. Annegret Kramp-Karrenbauer, présidente de la CDU, commentera « Jamais je n'aurais imaginé que notre vieux slogan “la liberté à la place du socialisme” puisse être à nouveau d'actualité. ».
Le 6 décembre 2019, il est élu à l'un des postes de la Vice-Présidence du SPD.
En octobre 2024, il annonce se retirer de la vie politique pour raisons de santé.